# Leptorchestes berolinensis
Espèce
Synonymes
- Salticus berolinensis C. L. Koch, 1846
- Attus myrmecinus Rossi, 1846
- Salticus formicaeformis Lucas, 1849

Leptorchestes berolinensis est une espèce d'araignées aranéomorphes de la famille des Salticidae.

## Distribution
Cette espèce se rencontre de l'Europe au Turkménistan.

## Description
Les mâles mesurent de 4,8 à 6,5 mm et les femelles de 5,75 à 7,1 mm.
Cette araignée est myrmécomorphe.

## Espèces proches
En Europe, deux autres espèces de Salticidae miment les fourmis et sont morphologiquement proches : Synageles venator ne mesure que 3 à 4 mm de long, tandis que Myrmarachne formicaria est de taille similaire à Myrmarachne formicaria, ses yeux sont surélevés par rapport au céphalothorax.

## Étymologie
Son nom d'espèce, composé de berolin[a] et du suffixe latin -ensis, « qui vit dans, qui habite », lui a été donné en référence au lieu de sa découverte, Berolina (Berlin).

## Publication originale
- C. L. Koch, 1846 : Die Arachniden. Nürnberg, vol. 13, p. 1-234 (texte intégral).